# Антон Стоянов
Антон Стоянов Стойков или Антон Попстоянов е български революционер, деец на Върховния македонски комитет и Вътрешната македоно-одринска революционна организация.

## Биография
Антон Стоянов е роден в гевгелийското село Стояково, тогава в Османската империя. Завършва в 1892 година със седмия випуск Солунската българска мъжка гимназия. Известно време преподава във Воден и Карнобат, България.
В 1900 година е делегат на Фердинадското дружество на VІІ македонски конгрес. В 1902 година на Х македонски конгрес е избран за секретар на ВМОК Станишев-Карайовов.
Прехвърля се в Македония и през 1903 година с отряда на Христо Чернопеев. Антон Стоянов загива в битка с турския аскер на 6 април 1903 година на връх Готен в Малешево.
- „Позивъ къмъ членоветѣ на Македоно-Одринската организация въ България“ на комитета Станишев-Карайовов, 13 август 1902 г., прибавка към брой № 26 на „Право“, подписан от А. П. Стоянов като секретар на Върховния комитет